# Amparo Alonso-Betanzos
Amparo Alonso-Betanzos, née le 10 octobre 1961 à Vigo (Espagne), est une informaticienne, chercheuse et professeure à l'université de La Corogne. Elle est présidente de l'Association espagnole pour l'intelligence artificielle. Ses recherches portent sur le développement et l'application de techniques d'intelligence artificielle dans divers domaines, ainsi que sur l'apprentissage informatique et technique du Big data. Elle est lauréate du prix L'Oréal-Unesco pour les femmes et la science en 1998 et du prix TIC Galicie en 2004.

## Formation
Amparo Alonso-Betanzos étudie la chimie à l'université de Saint-Jacques-de-Compostelle. Sa thèse, centrée sur l'informatique biomédicale, étudie l'application des techniques informatiques dans des domaines liés à la médecine et à la clinique, et plus précisément sur la surveillance anténatale. Attirée par la perspective sexospécifique dans le cursus universitaire, elle s'intéresse à cette branche d'étude par son approche interdisciplinaire. Elle poursuit ses recherches en informatique clinique.
En 1988, elle obtient son doctorat au Medical College of Georgia (en) à l'université d'Augusta (États-Unis) où elle commence son expérience comme chercheuse au département de génie biomédical. Elle travaille sur les systèmes informatiques intelligents appliqués aux environnements cliniques. Amparo Alonso Betanzos poursuit ses études sur la surveillance prénatale mais élargit aussi son travail dans le domaine des unités de soins intensifs, notamment en pédiatrie,. Elle se concentre ensuite sur les disciplines proprement informatiques s'approchant à d'autres domaines d'études. En ingénierie, elle travaille sur l'entretien intelligent des éoliennes sans recours aux professionnels qui y montent à intervalles réguliers pour vérifier que les pièces soient en bon état.
Dans le domaine des sciences sociales, elle développe des projets d'études interdisciplinaires sur la simulation de l'effet des différentes politiques environnementales en lien avec l'informatique. Pour elle, le monde de l'informatique et celui de l'environnement sont deux domaines a priori très éloignés et pourtant très liés l'un à l'autre[réf. souhaitée].

## Carrière
Elle est professeure à l'université de La Corogne au département des sciences informatiques où elle développe sa carrière de chercheuse. Elle est aussi depuis 1988 chercheuse au Medical College of Georgia (en) (États-Unis), et depuis 1989 au département de physique appliquée de l'université de Saint-Jacques-de-Compostelle.
Elle est vice-doyenne de 1999 à 2005, directrice de l'informatique de 2007 à 2009 et coordinatrice du master de bio-informatique pour les sciences de la santé en 2016-2017. Elle est également membre de la Commission académique du programme officiel de doctorat en informatique depuis 2013. Elle est autrice du projet de recherche Scalable machine learning Algorithms: Beyond Classification and Regression et du projet LOCAW (Low-Carbon at Work): Modelling Agences and Organisations to Achieve transition to a low-Carbon Europe[source insuffisante]. Dans le cadre de la discipline de l'intelligence artificielle, elle favorise trois grands blocs thématiques: les aspects fondamentaux de l'intelligence artificielle, les schémas et modèles de raisonnement et l'ingénierie de la connaissance.

## Publication
- (es) Vicente Moret-Bonillo, Amparo Alonso-Betanzos, Mariano Cabrero-Canosa, Bertha Guijarro-Berdiñas et Eduardo Mosqueira-Rey, Fundamentos de Intelixencia Artificial, 2008 (1re éd. 2005), 475 p. (ISBN 978-84-9749-315-4)